# Michael Stanley
Michael J. Stanley (nacido en Auckland el 29 de diciembre de 1989) es un jugador de rugby samoano nacido en Nueva Zelanda, cuya posición es la de apertura o centro para Counties Manukau en la ITM Cup.

## Carrera
Stanley comenzó su carrera sénior en Inglaterra, con los Saracens como jugador académico a los 14 años de edad. Hizo su debut sénior con los Saracens contra Toulon como centro bajo la tutela de Eddie Jones. Representó a Inglaterra en las categorías sub-16, 18 y 20.
Comenzó su carrera sénior en Nueva Zelanda con los Counties Manukau Steelers durante la ITM Cup de 2014. Una lesión duradera de Baden Kerr hizo que consiguiera jugar tiempo y apareció en siete ocasiones, logrando 26 puntos en el proceso.

## Internacional
La primera experiencia de Stanley con el rugby internacional vino cuando fue elegido para el equipo samoano para los tests de finales del año 2014 e hizo su debut con un partido frente a Italia el 8 de noviembre de 2014 en una derrota 24-13 en Ascoli Piceno.
Seleccionado para jugar con Samoa en la Copa Mundial de Rugby de 2015, puntuó en el primer partido contra Estados Unidos, gracias a un golpe de castigo, habiendo entrado en el minuto 57, como sustituto de Tusiata Pisi. En el partido contra Sudáfrica consiguió los puntos de Samoa, en la derrota 6-46, gracias a dos golpes de castigo.